# Clube de Futebol União de Lamas
Maillots
Le CF União Lamas est un club de football portugais basé à Santa Maria de Lamas dans le nord du Portugal.

## Historique
Le club passe 28 saisons en deuxième division, mais ne joue jamais en 1re division. 
Il obtient son meilleur classement en D2 lors de la saison 1978/1979. Lors de cette saison, le club termine deuxième de la Poule Centre avec 21 victoires, 3 matchs nuls, 6 défaites et un total de 45 points, soit seulement un point de moins que le leader de la Poule qui a le privilège d'accéder en première division.
La dernière présence en deuxième division du CF União Lamas remonte à la saison 2002/2003.